# Maihueniopsis hypogaea
Maihueniopsis hypogaea är en kaktusväxtart som först beskrevs av Erich Werdermann, och fick sitt nu gällande namn av Friedrich Ritter. Maihueniopsis hypogaea ingår i släktet Maihueniopsis och familjen kaktusväxter. Inga underarter finns listade i Catalogue of Life.